# Te dejo en libertad
«Te dejo en libertad» es una canción escrita e interpretada por el dúo estadounidense Ha*Ash. Se lanzó como el segundo sencillo del álbum A tiempo el 11 de julio de 2011. La pista fue compuesta por Ashley Grace, Hanna Nicole con la coautoría del cantante José Luis Ortega.
El tema fue el más significativo del álbum según las intérpretes y compuesto a causa de una historia real de Ashley. Alcanzó la primera posición tanto en iTunes, como en los charts Billboard en México. Obtuvo un gran número de reproducciones en YouTube, además, de la certificación de oro más platino en México. En el año 2011, tanto las hermanas como el cantante de Río Roma fueron reconocidos por la Sociedad de Autores y Compositores de México por la composición de esta canción.
En el año 2014, la canción fue regrabada para formar parte de su primera producción discográfica en vivo Primera fila: Hecho realidad. A su vez, en el año 2016 para la edición especial del mismo, el tema fue nuevamente grabado en colaboración con el grupo español Maldita Nerea.

## Antecedentes y composición
«Te dejo en libertad» fue compuesta por Ashley Grace, Hanna Nicole con la coautoría del cantante José Luis Ortega integrante de Río Roma, mientras que la producción fue llevada a cabo por Áureo Baqueiro. La pista fue creada en base a una de las vivencias más tristes de Ashley, lo difícil que fue para ella soltar una relación que le estaba haciendo daño. La propia intérprete se expreso sobre el tema declarando: "Con un novio me di cuenta que el acto de amor más grande que puede hacer uno es soltar a alguien que sigues amando. Él estaba conmigo para no lastimarme. Yo sabía que seguiría así, si no lo dejaba ir".
Fue lanzada como el segundo sencillo del álbum A tiempo el día 11 de junio de 2011 y distribuido por Sony Music México. En el año 2011, tanto las hermanas como el cantante de Río Roma fueron reconocidos por la Sociedad de Autores y Compositores de México por esta canción.

## Recepción
«Te dejo en libertad» alcanzó la posición veintinueve en la lista Latin Pop Songs de Estados Unidos. En México, se ubicó en el primer lugar en las listas Mexico Español Airplay y México Airplay, ambas de Billboard, además de la primera ubicación en el Monitor Latino. En noviembre de 2011 el tema fue certificada por AMPROFON como disco de oro. El 27 de febrero de 2012 la canción recibió el disco de platino en México. Finalmente el 25 de marzo fue certificado por AMPROFON como disco de platino más oro en territorio mexicano.

## Vídeo musical
El video oficial se estrenó el 20 de julio de 2011, en él se ve a las integrantes del dúo interpretando en vivo la canción. En octubre de 2015 el vídeo superó los 100 millones de reproducciones en YouTube logrando su certificado Vevo. Al 2 de octubre de 2019 el vídeo superó los 454 millones de reproducciones en YouTube.
En el año 2012 se volvió a grabar una versión en vivo, esta vez en concierto e integrada en la edición especial del álbum A tiempo.
En una nueva versión de la canción para el álbum Primera fila: Hecho realidad, se estrenó un nuevo vídeo el 24 de abril de 2015, en el cual se ve a las chicas cantando la canción frente al público del concierto privado de Primera Fila en los Estudios Churubusco. Fue llevado a cabo bajo la dirección de Nahuel Lerena y Pato Byrne. Al 2 de octubre de 2019 el vídeo cuenta con 30 millones de reproducciones en YouTube.

## Presentaciones en vivo
El tema ha sido incluido en las giras A Tiempo Tour, 1F Hecho Realidad Tour y la Gira 100 años contigo. Ha sido cantando desde el año 2011 hasta el año 2019. Ha*Ash ha cantando en varias oportunidad el tema «Te dejo en libertad» con la participación de otros artista:
- En 2012 junto a la cantante Joy Huerta durante el programa "México Suena" y con la banda La Original Banda El Limón en los Premios Bandamax.[22][23]
- 17 de junio de 2014, en el Auditorio Nacional, México junto a Río Roma donde también interpretaron «¿De dónde sacas eso?».[24]
- El 20 de diciembre de 2016, en Barclay Card Center, España junto a Maldita Nerea.[25]
- En el año 2017 junto al cantante Carlos Rivera para la presentación de ambos en UP Front (Sony Music) y en el concierto "Estamos Unidos Mexicanos".[26]
- En el año 2017 junto a Reik, durante la gira Complic3s en el Luna Park, Argentina y en el Movistar Arena, Chile.[27][28]
- El 12 de febrero de 2019, en el Anfiteatro Centenario Villa María junto a Soledad Pastorutti en la gira 100 años contigo.[29][30]

## Otras versiones en álbum

### Versiones de Ha*Ash
Primera fila: Hecho realidad (2014)
El 7 de julio el dúo grabó una nueva versión de la canción, esta vez presentada en vivo para su primera producción discográfica en vivo "Primera fila: Hecho realidad". Fue grabada en un concierto privado en los Estudios Churubusco, México. Se lanzó junto al disco el 11 de noviembre de 2014.
| N.º | Título                | Escritor(es)                                   | Director(es)                                     | Duración |  |
| 1.  | «Te dejo en libertad» | Ashley Grace · Hanna Nicole · José Luis Ortega | Tim Mitchell · George Noriega · Pablo De La Loza | 4:02     |  |

Primera fila: Hecho realidad - Edición Europea (2016)
En 2016 para la edición europea del mismo álbum se grabó «Te dejo en libertad» a dueto con el grupo español Maldita Nerea. Fue publicado como sencillo promocional para España el día 8 de enero de 2016. El vídeo lyric del tema fue estrenado el mismo día a través del canal de YouTube del dúo. Fue interpretado por primera vez a dúo el 20 de diciembre del mismo año en España.
| N.º | Título                                      | Escritor(es)                                   | Director(es)                                   | Duración |  |
| 1.  | «Te dejo en libertad» (feat. Maldita Nerea) | Ashley Grace · Hanna Nicole · José Luis Ortega | Tim Mitchell · George Noriega · Áureo Baqueiro | 3:57     |  |

### Versión de Pandora
En el año 2019, el grupo mexicano Pandora, hizo un cover del tema en su álbum "Más Pandora que nunca".
Álbum: Más Pandora que nunca
| N.º | Título                        | Escritor(es)                                   | Director(es)  | Duración |  |
| 1.  | «Te dejo en libertad» (Cover) | Ashley Grace · Hanna Nicole · José Luis Ortega | Armando Ávila | 3:55     |  |

## Créditos
Créditos adaptados de Genius y AllMusic.
Grabación y gestión
- País de grabación: Estados Unidos
- Sony / ATV Discos Music Publishing LLC / Westwood Publishing
- Copyright (P): 2011 Sony Music Entertainment México, S.A. De C.V.

Músicos y personal
- Ashley Grace: Composición, guitarra, voz.
- Hanna Nicole: Composición, voz, guitarra y piano.
- Áureo Baqueiro: Arreglos, coros, dirección, piano.
- Vicky Echeverri: Coros, piano.
- José Luis Ortega: Composición
- Michele Canova: Arreglos, dirección.
- Pablo Manresa: Arreglos.
- Christian Rigano: Piano
- Aaron Sterling: Batería
- Rafa Vergara: Arreglos.

## Posicionamiento en listas
| Listas (2011)                    | Mejor posición |
| -------------------------------- | -------------- |
| Estados Unidos (Latin Pop Songs) | 29             |
| México (Mexico Airplay)          | 1              |
| México (México Español Airplay)  | 1              |
| México (Monitor Latino)          | 1              |
| México Tocadas (Monitor Latino)  | 1              |

## Certificaciones
| País (organismo certificador) | Certificación | Unidades certificadas |
| ----------------------------- | ------------- | --------------------- |
| México (AMPROFON)             | Oro + Platino | 90 000                |

## Premios y nominaciones
| Año  | Premio                    | Categoría                                | Resultado | Ref    |
| ---- | ------------------------- | ---------------------------------------- | --------- | ------ |
| 2011 | Premio Éxito SACM         | Composición y éxito del año              | Ganadoras | [ 7 ]  |
| 2012 | Irresistible Awards Fanta | La canción para dedicar más irresistible | Ganadoras | [ 40 ] |
| 2015 | Premios Quiero            | Vídeo para enamorarse                    | Nominadas | [ 41 ] |
| 2015 | Vevo Certified Award      | Vevo Certified                           | Ganadoras | [ 14 ] |

## Historial de lanzamiento
| País   | Fecha                   | Formato                      | Versión           | Discográfica      | Ref    |
| ------ | ----------------------- | ---------------------------- | ----------------- | ----------------- | ------ |
| Varios | 11 de julio de 2011     | Descarga digital y Streaming | Original          | Sony Music Latin  | [ 3 ]  |
| Varios | 20 de marzo de 2012     | Streaming                    | En vivo           | Sony Music Latin  | [ 15 ] |
| Varios | 11 de noviembre de 2014 | Streaming                    | En vivo           | Sony Music Latin  | [ 8 ]  |
| Varios | 8 de enero de 2016      | Descarga digital y Streaming | Con Maldita Nerea | Sony Music España | [ 9 ]  |